# Kotidallinie

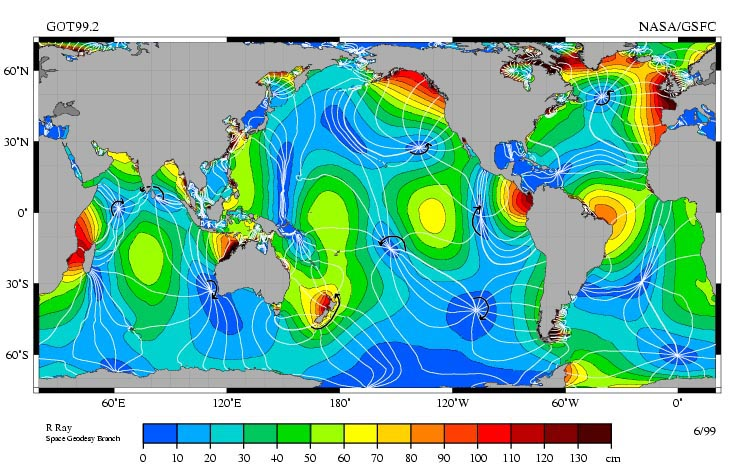
Gezeiten als in den Weltmeeren umlaufende Wellen. Die Amplitude der Pegelschwankungen ist farbkodiert. Es gibt mehrere Knotenpunkte (Amphidromie) verschwindender Amplitude, um die die Wellen herumlaufen. Die Kotidallinien (Linien gleicher Phase, weiß) umgeben die Knotenpunkte büschelförmig. Die Wellenausbreitung erfolgt senkrecht zu diesen Linien. Die Richtung ist durch Pfeile angedeutet.

Eine Kotidallinie oder Isorrhachie ist eine Linie, die Orte gleicher Hochwasserzeit verbindet. 

## Geschichte
Der Begriff geht zurück auf William Whewell, der im 19. Jahrhundert auf der Basis von Daten aus über tausend Seekarten Karten der Weltmeere erstellte, in denen Orte gleicher Hochwasserzeit miteinander verbunden waren. Das Gesamtbild gleicht den Isobaren von Wetterkarten. Seine Visualisierungen der Hochwasserlinienkarten vermitteln graphisch den Eindruck, dass die Flut eine einzige, massive Welle ist, die sich durch die Weltmeere schiebt und sich als Welle um die Erde herum bewegt. Whewell zeigte dies für Orte im Atlantischen Ozean einschließlich des Süd- und Nordpolarmeeres. Für die amerikanische Pazifikküste vermutete er ein ähnlich verlaufendes Phänomen, jedoch reichten ihm hier die zur Verfügung stehenden Daten nicht aus. Whewells Erkenntnisse wurden 1848 veröffentlicht.